# Rosthern
Rosthern es un pueblo canadiense situado en la provincia de Saskatchewan.

## Superficie
Rosthern tiene una superficie de 4,14 km².

## Demografía
En 2021, tenía 1602 habitantes, una densidad poblacional de 386,9 hab./km², y 694 viviendas.